# Casi divas
Casi divas, estrenada en 2008, es una película mexicana dirigida por Issa López. Sus principales actores son Julio Bracho, Patricia Llaca, Maya Zapata, Ana Layevska, Daniela Schmidt, Diana García, Mónica Huarte, Ianis Guerrero y Keiko Durán.

## Sinopsis
Cuatro mujeres de las regiones más distintas de México hacen pruebas públicas para conseguir el rol principal en la nueva película de Alejando Mateos, el mayor productor de cine del país. Conflictos sociales, étnicos y de género están presentes en la película.

## Elenco
- Julio Bracho Castillo- Alejandro Mateos
- Patricia Llaca- Eva Gallardo
- Maya Zapata- Francisca Jorge
- Ana Layevska- Ximena Lizarraga
- Daniela Schmidt- Yesenia/Carlos
- Diana García- Catalina
- Daniel Figueroa- Jonathan Armando
- Inais Guerrero- Osiris
- Tenoch Huerta- Domingo
- Eréndira Ibarra- Sandra
- Yuriria del Valle- Lulu
- Marco Antonio Aguirre- El Wiskas
- Adrián Alonso- Patricks
- Uriel del Toro- Conductor